# Shediac
Shediac es un pueblo canadiense ubicado en el condado de Westmorland, Nuevo Brunswick. El pueblo es conocido como la «capital mundial de la langosta» y se celebra un festival anual cada mes de julio, que promueve los lazos con la pesca de langostas. La escultura más grande de langosta en el mundo se encuentra en la entrada oeste de la ciudad.

## Demografía
| Religión                        | Población | Porcentaje (%) |
| ------------------------------- | --------- | -------------- |
| Católicos                       | 4.070     | 88.29%         |
| Protestantes                    | 320       | 6.94%          |
| Otras denominaciones cristianas | 15        | 0.32%          |
| Budistas                        | 10        | 0.22%          |
| Religiones orientales           | 10        | 0.22%          |
| Sin afiliación religiosa        | 195       | 4.23%          |

| Income type             | Por dólares canadienses |
| ----------------------- | ----------------------- |
| Per capita income       | $22,563                 |
| Median Household Income | $46,413                 |
| Median Family Income    | $56,142                 |

| Idioma      | Población | Porcentaje (%) |
| ----------- | --------- | -------------- |
| Francófonos | 3.780     | 73.18%         |
| Anglófonos  | 1.230     | 23.81%         |
| Bilingües   | 75        | 1.45%          |
| Alófonos    | 75        | 1.45%          |